# Талданский сельсовет
Талда́нский сельсове́т — сельское поселение в Сковородинском районе Амурской области.
Административный центр — село Талдан.

## История
11 апреля 2005 года в соответствии с Законом Амурской области № 473-ОЗ муниципальное образование  наделено статусом сельского поселения.

## Население
| 2002  | 2010  | 2011  | 2012  | 2013  | 2014  | 2015  |
| ----- | ----- | ----- | ----- | ----- | ----- | ----- |
| 3576  | ↘3140 | ↘3128 | ↘3082 | ↘3018 | ↘2959 | ↗2980 |
| 2016  | 2017  | 2018  | 2021  |       |       |       |
| ↘2942 | ↘2916 | ↘2850 | ↘2410 |       |       |       |

## Состав сельского поселения
| № | Населённый пункт | Тип населённого пункта       | Население |
| - | ---------------- | ---------------------------- | --------- |
| 1 | Талдан           | село, административный центр | ↘2410     |

### Упразднённые населённые пункты
- Ангарич — посёлок железнодорожной станции, упразднён в 2003 году[13]
- Джигтанда — посёлок железнодорожной станции, упразднён в 2003 году[13]